# Aoniraptor
Aoniraptor – wymarły rodzaj dinozaura, teropoda z nadrodziny Tyrannosauroidea.
W argentyńskiej Patagonii, na północnym zachodzie prowincji Río Negro odnaleziono skamieniałości teropodów. Skamieniałości te spoczywały wśród skał należących do formacji Huincul, powstałej w kredzie późnej od cenomanu do turonu. Paleontolodzy zidentyfikowali wśród nich pozostałości kilku różnych teropodów. Prócz kawałka kości kwadratowej nieokreślonego bliżej abelizauroida, szczątków celurozaura, pozostałości przedstawiciela Paraaves i kilku Carcharodontosauridae (fragmenty stopy mapuzaura, kość zaoczodołowa nieznanego wcześniej rodzaju nazwanego Taurovenator) natrafiono na skamieniałości kręgów teropoda z grupy Tyrannosauroidea i Megaraptora. Motta et al. wliczają megaraptory do Tyrannosauroidea, ale nie jest to bynajmniej jedyny pogląd na miejsce Megaraptora na drzewie rodowym teropodów. Klad ten opisany został jako należący do Neovenatoridae, umieszczano go w różnych miejscach wśród tyranozaurouroidów, ale też jako grupę siostrzaną celurozaurów. Na zmianę pozycji z Neovenatoridae blisko Carcharodontosauridae na bliską, ale nie zaliczającą się do Tyrannosauridae wpływ miało odkrycie Gualicho, pochodzącego z tej samej formacji Huincul.
Do znalezionych kości zaliczały się ostatni kręg krzyżowy, 6 proksymalnych kręgów ogona, 5 leżących pośrodku ogona i kilka łuków naczyniowych. Motta i współpracownicy w 2016 opisali dzięki nim nowy rodzaj, którego holotyp oznakowano jako MPCA-Pv od 804/1 do 804/25. Ich pomiary pozwoliły na oszacowanie długości zwierzęcia na 6 m. Badacze nadali mu nazwę Aoniraptor. Aoni wywodzi się z języka Indian Tehuelcze i oznacza w nim południe. Z kolei słowo raptor oznacza po łacinie złodzieja. W obrębie rodzaju badacze umieścili pojedynczy gatunek o nazwie Aoniraptor libertatem. Autorzy odwołują się tu do łacińskiego libertatem oznaczającego wolność. W swej publikacji wyjaśnili, że chodzi im o dwusetną rocznicę deklaracji niepodległości Argentyny od Hiszpanii z 9 lipca 1816.